# Ada Brussen
Ada Brussen is een Nederlands harpiste. Ze speelt in het Nederlands Philharmonisch Orkest en het Nederlands Kamerorkest. Samen met Alexandre Bonnet is ze aanvoerder van de harpisten in het Nederlands Philharmonisch Orkest.
Ada Brussen is de dochter van Jan Brussen.